# Aladár Lászlóffy
Aladár Lászlóffy (* 18. Mai 1937 in Turda, Rumänien; † 20. April 2009 in Budapest) war ein ungarischsprachiger Autor, der in Rumänien lebte.

## Leben
Aladár Lászlóffy wuchs als Angehöriger der ungarischen Bevölkerung in Rumänien auf und besuchte in Cluj das Reformierte Gymnasium. Er studierte ungarische Literatur an der Babeș-Bolyai-Universität in Cluj. Er arbeitete als Lektor ungarischer Literatur in Rumänien, auch von Kinderbüchern, und als Herausgeber von Literaturzeitschriften, für die er auch schrieb. Er war ein wichtiger Vertreter für den Erhalt der ungarischen Literatur in Rumänien. Seit 1994 war er mit Lehraufträgen an der Babeș-Bolyai-Universität tätig. Lászlóffy hat mehr als dreißig Gedichtbände veröffentlichen können sowie einen Roman. Er übersetzte die rumänischen Lyriker Mircea Dinescu, Ștefan Augustin Doinaș, Aurel Rău, Eugen Jebeleanu und andere ins Ungarische.
Lászlóffy erhielt verschiedene Auszeichnungen, so 1971 und 1983 den Preis der rumänischen Schriftstellervereinigung und 1974 der Rumänischen Akademie, und wurde Offizier des Sterns von Rumänien. In Ungarn erhielt er unter anderem 1991 den Attila-József-Preis, 1997 das Offizierskreuz des Ungarischen Verdienstordens und 1998 den Kossuth-Preis. Er war Mitglied der Ungarischen Akademie der Künste in Budapest und seit 2003 korrespondierendes Mitglied der Rumänischen Akademie.
Sein jüngerer Bruder Csaba Lászlóffy ist ebenfalls Schriftsteller.

## Werke (Auswahl)
- vertreten in: Anthologie Neue Siebenbürgisch-Ungarische Lyrik. Otto Müller, Salzburg, 1974
- Novellen mit Telephonnummer. Übersetzt von Martha Szépfalusi-Wanner, Wien : Edition Mosaic, 1999
- Hangok a tereken
- A hetvenes évek
- Hogy kitudódjék a világ
- Kőfalon kőszó
- Felhősödik a mondatokban
- Héphaisztosz és a Papírrepülő. Roman